# Gare de Borås central
La gare de Borås central (suédois :  Borås centralstation) est une gare ferroviaire suédoise située au centre de la ville de Borås, sur le territoire de la commune du même nom dans le comté de Västra Götaland.

## Situation ferroviaire
La gare se trouve à 72 km de Göteborg par rail.

## Histoire

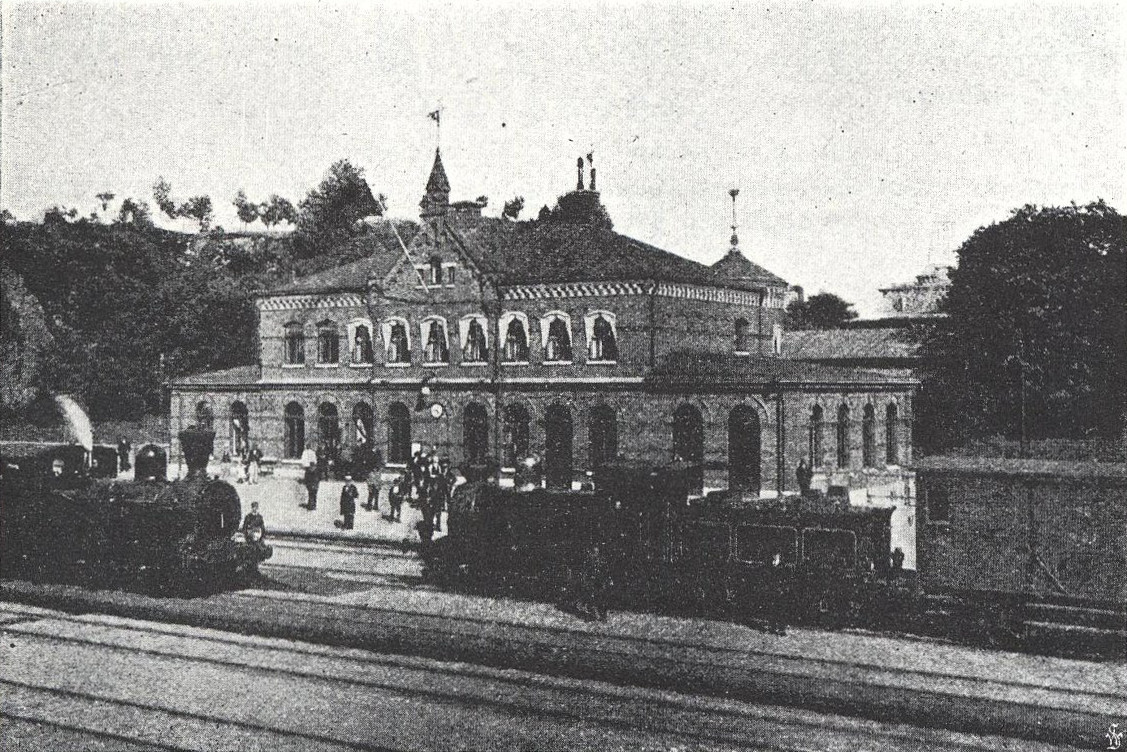
La gare, avant 1897.

La gare est un produit de l’architecte Adrian Crispin Pettersson  et de son fils Carl Crispin qui s’ouvre en 1894. Selon la RAA: “L'extérieur du bâtiment est strictement symétrique avec une section centrale à deux étages prononcées flanquées par des parties latérales inférieures des deux axes de la fenêtre. La partie centrale a été accentuée notamment par deux tours et une partie centrale avec une tour en porte à faux. Un motif d'arc en plein cintre dans les fenêtres du rez-de-chaussée sont maintenus ensemble par des bandes de briques de maçonnerie... Un effet vertical est créé par les tours avec un pignon en partie renforcée par le couronnement orné de détails en fer forgé.